# Rapowe ziarno 2 (Szyderap)
Rapowe ziarno 2 (Szyderap) – Utwór AbradAba, oraz Gutka, wydany jako singiel w 2004 roku do promocji radiowej, oraz w wersji limitowanej na CD. Jest to jednocześnie ostatni singiel promujący jego płytę pt. Czerwony album. 
Piosenka zyskała nagrodę MTV Polska w kategorii „Najlepszy Teledysk”, oraz Yacha Internautów, w tym parę innych nominacji m.in. do Fryderyków, czy Ślizgerów.

## Notowania
Szczecińska Lista Przebojów: 2
30 ton: 14